# 人民之声 (政党)
人民之聲是新加坡的一個政黨。
該黨由林鼎於2018年創立，此前他於2017年離開國民團結黨。

## 歷史
2017年，林鼎辭去國民團結黨秘書長職務並退出政黨，理由是與該黨在政治理念與路線上存在根本分歧。他隨後創立了人民之聲，該黨於2018年10月31日正式向新加坡内政部社团注册局註冊成立。2019年3月，資深評論人梁實軒被任命為人民之聲的影子財政部長，Kok Ming Cheang則被任命為影子衛生部長。
在2020年新加坡大選中（該選舉於6月23日、即第13屆國會解散當天正式宣布舉行），人民之聲共派出10名候選人，參選以下三個選區：蒙巴登單選區（Mountbatten SMC）、惹蘭勿刹集選區（Jalan Besar GRC）、白沙-榜鹅集选区，此選區為三方對戰，另兩方為人民之聲與新加坡民主聯盟。2020年7月10日選舉結束後，人民之聲在所有參選選區均未能勝出。其中在白沙－榜鵝集選區的五人團隊獲得12.18%選票，僅差0.32%未達12.5%的選舉保證金門檻，導致共計67,500新幣（每位候選人13,500新幣）的保證金遭沒收。在整體表現上，PV於所參選選區的平均得票率為21.26%，而在全國總得票率中為2.37%。
2023年6月，人民之聲領袖林鼎宣布與革新黨、人民力量黨以及民主進步黨結盟，成立人民改革聯盟。人民之聲將以該聯盟的名義參與2025年新加坡大選。

## 领袖
| 届次 | 领袖 | 任期      |
| ---- | ---- | --------- |
| 1    | 林鼎 | 2020–至今 |

## 选举表现
| 選舉年份 | 領袖 | 得票數 | %     | 席次     | 席次     | 席次     | 席次   | 席次 | 非选区议员 | 排名 | 结果   |
| 選舉年份 | 領袖 | 得票數 | %     | 參選席次 | 參選席次 | 參選席次 | 總席次 | +/–  | 非选区议员 | 排名 | 结果   |
| 選舉年份 | 領袖 | 得票數 | %     | 席次     | 當選     | 落選     | 總席次 | +/–  | 非选区议员 | 排名 | 结果   |
| -------- | ---- | ------ | ----- | -------- | -------- | -------- | ------ | ---- | ---------- | ---- | ------ |
| 2020     | 林鼎 | 59,183 | 2.37% | 10       | 0        | 10       | 0 / 93 | ━    | 0 / 2      | ▲ 6  | 無席次 |